# Chambre de commerce et d'industrie d'Albi - Carmaux - Gaillac
La chambre de commerce et d'industrie d'Albi - Carmaux - Gaillac était, de 1892 à 2009, l'une des deux chambres de commerce et d'industrie du département du Tarn. Son siège était à Albi.
Elle faisait partie de la chambre régionale de commerce et d'industrie Midi-Pyrénées.

## Missions
Comme toutes les CCI, elle était placée sous la double tutelle du Ministère de l'Industrie et du Ministère des PME, du Commerce et de l'Artisanat.

### Gestion d'équipements
- Aérodrome d'Albi - Le Séquestre ;
- Zone Industrielle Jarlard à Albi ;
- Zone Industrielle Fonlabour à Albi ;
- Zone industrielle Legarric à Le Garric ;
- Zone industrielle Montplaisir à Albi.

### Centres de formation
- TRANSMECA : formation aux métiers de l'automobile ;
- C.F.A. Maurice Emile Pezous (métier automobile) ;
- CFA IFA 81 (Institut de Formation par Alternance) pour les formations aux métiers du commerce et de la gestion ;
- Centre de formation continue ;
- Centre d'études des langues (CEL).

## Historique
- 13 mars 1872 : Création de la chambre de commerce d'Albi. Sa circonscription se limitait au départ à l'Albigeois et au Carmausin.
- 1892 : Décret du Président Sadi Carnot a étendu le ressort de la Compagnie Consulaire à l'ancien arrondissement de Gaillac.
- 29 octobre 2007 : Approbation par l'Assemblée général de la fusion avec la chambre de commerce et d'industrie de Castres-Mazamet pour former la chambre de commerce et d'industrie du Tarn.
- 19 mars 2009 : Décret no 2009-308 sur la fusion de la chambre avec celle de Castres pour former la chambre de commerce et d'industrie du Tarn.

## Pour approfondir